# Neobisium curcici
Espèce
Neobisium curcici est une espèce de pseudoscorpions de la famille des Neobisiidae.

## Distribution
Cette espèce est endémique de Croatie. Elle se rencontre à Stilja dans la grotte Jama pod Gažnovcem.

## Description
Les mâles mesurent de 4,205 à 4,44 mm. Ce pseudoscorpion est anophtalme.

## Étymologie
Cette espèce est nommée en l'honneur de Božidar P. M. Ćurčić.

## Publication originale
- Dimitrijević & Rađa, 2016 : On the biodiversity of pseudoscorpions in Croatia: Neobisium curcici (Pseudoscorpiones: Neobisiidae), a new cave-dwelling species from Dalmatia (Croatia). Ecologica Montenegrina, vol. 7, p. 259-265 (texte intégral).